# Cathédrale Sainte-Marie de Valence
Pour les articles homonymes, voir Cathédrale Sainte-Marie et Cathédrale de Valence.
La cathédrale Sainte-Marie est une cathédrale située dans la ville de Valence en Espagne. Son appellation complète est église cathédrale-basilique métropolitaine de l'Assomption de Notre-Dame de Valence.
Elle conjugue différents styles architecturaux avec une prédominance du style gothique valencien. Elle est érigée sur une ancienne mosquée et sa construction a commencé en 1262. De cette date jusqu'à la fin du XVIIIe siècle, elle a subi de nombreuses modifications.
La cathédrale est le siège de l'archidiocèse de Valence, et elle est dédiée selon le souhait de Jacques Ier - suivant la tradition du XIIIe siècle - à l'Assomption de Marie. Elle fut consacrée en 1238 par le premier évêque de Valence après la Reconquista, Andrés de Albalat († 1276). 

## Description
La porte des Apôtres du XIVe siècle est particulièrement remarquable ainsi que celle du Palau, la plus ancienne de la cathédrale, de style roman et certains éléments mudéjars.
L'emblématique tour Micalet est voisine.
Depuis le 18 mars 1437, le Saint Calice (relique de la coupe utilisée par Jésus-Christ et ses Douze disciples au cours de la Cène), est conservé dans la cathédrale de Valence. 
Selon des documents historiques, c'est saint Laurent, diacre du pape Sixte II, qui l'aurait fait parvenir depuis Rome à ses parents, qui habitaient Huesca en Espagne, pour éviter que l'empereur romain Valérien, qui persécutait les Chrétiens, ne s'en empare.
Par la suite les rois de la couronne d'Aragon en eurent la possession et Jean II l'a remis à la cathédrale de Valence.

## Protection
La cathédrale fait l’objet d’un classement en Espagne au titre de Bien d'intérêt culturel depuis le 3 juin 1931.

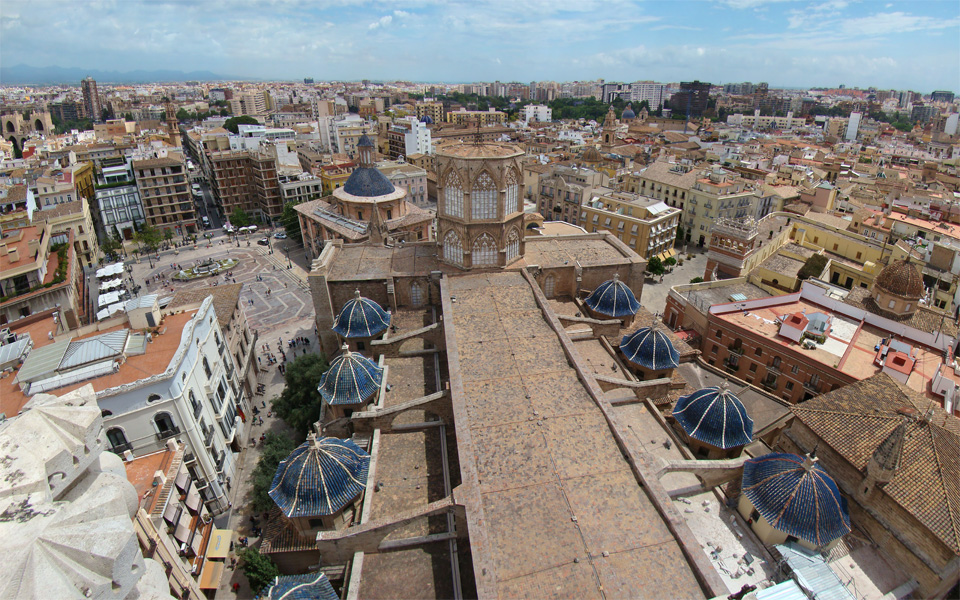
La cathédrale vue depuis le Micalet.
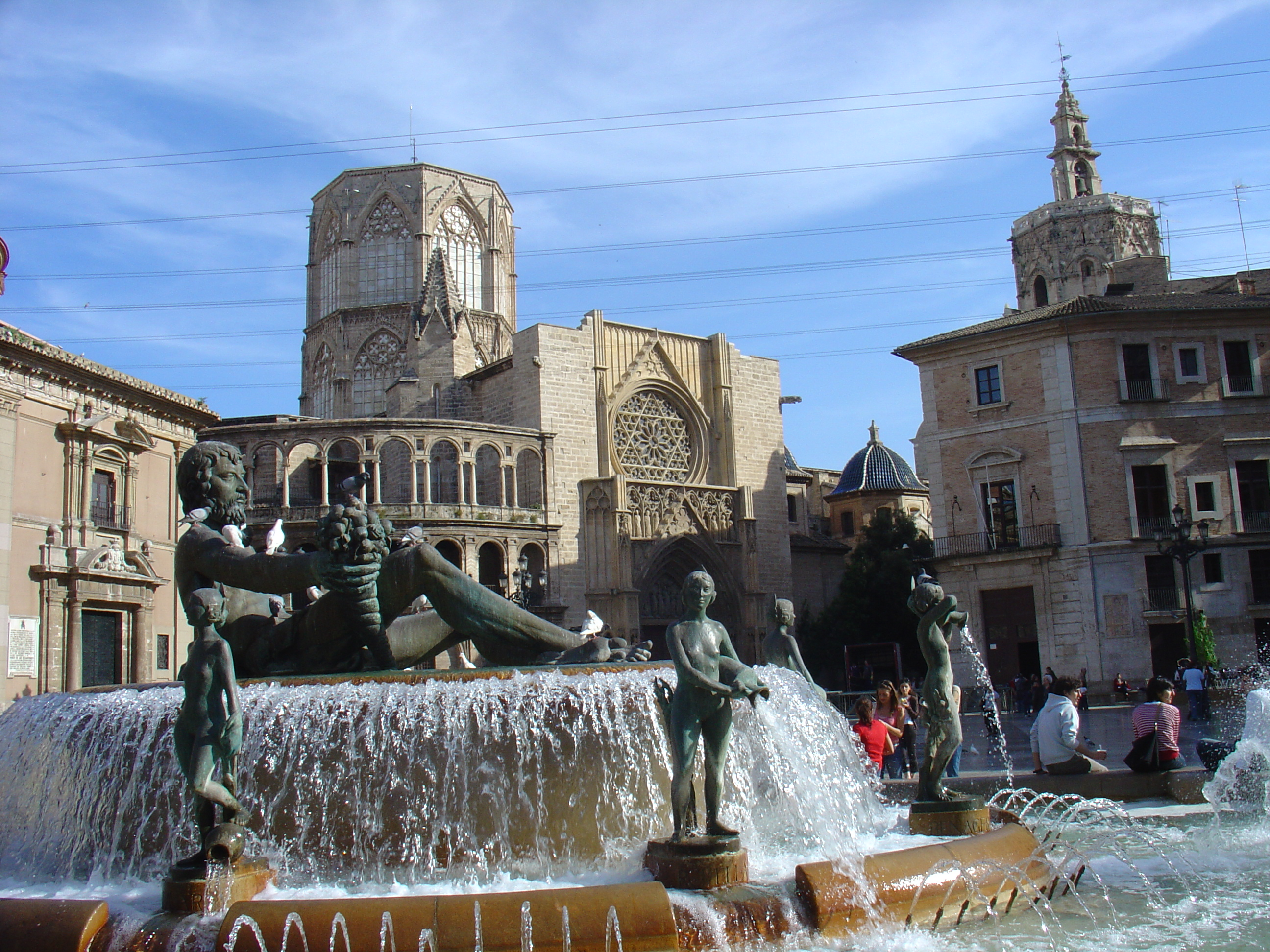
La cathédrale de Valence.

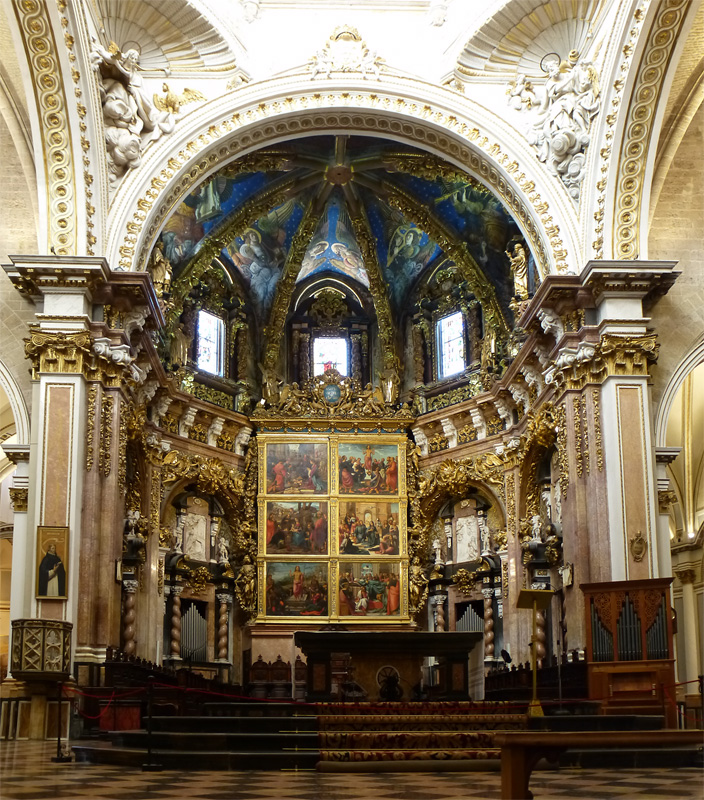
La chapelle principale.
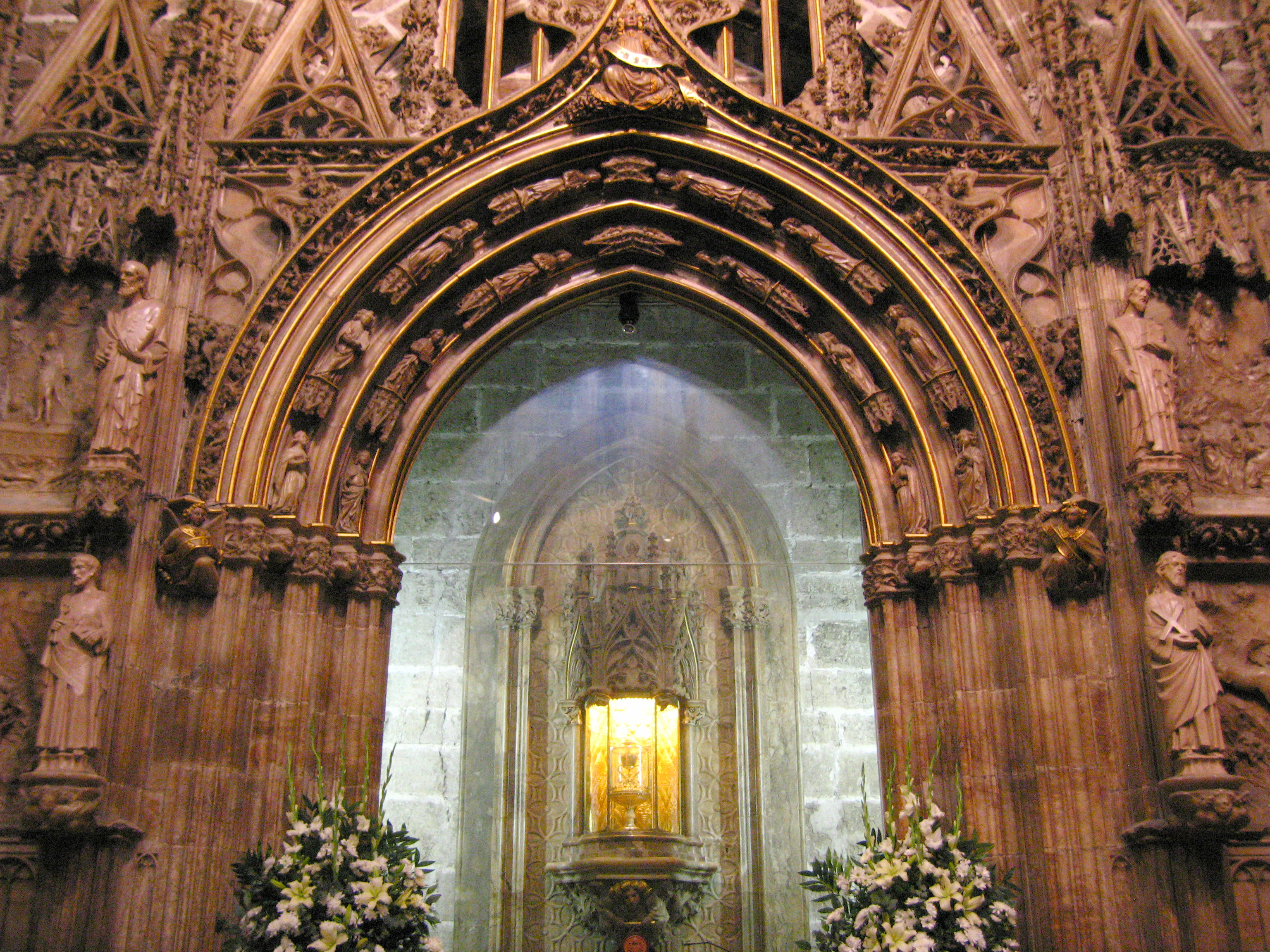
La chapelle du Saint Calice
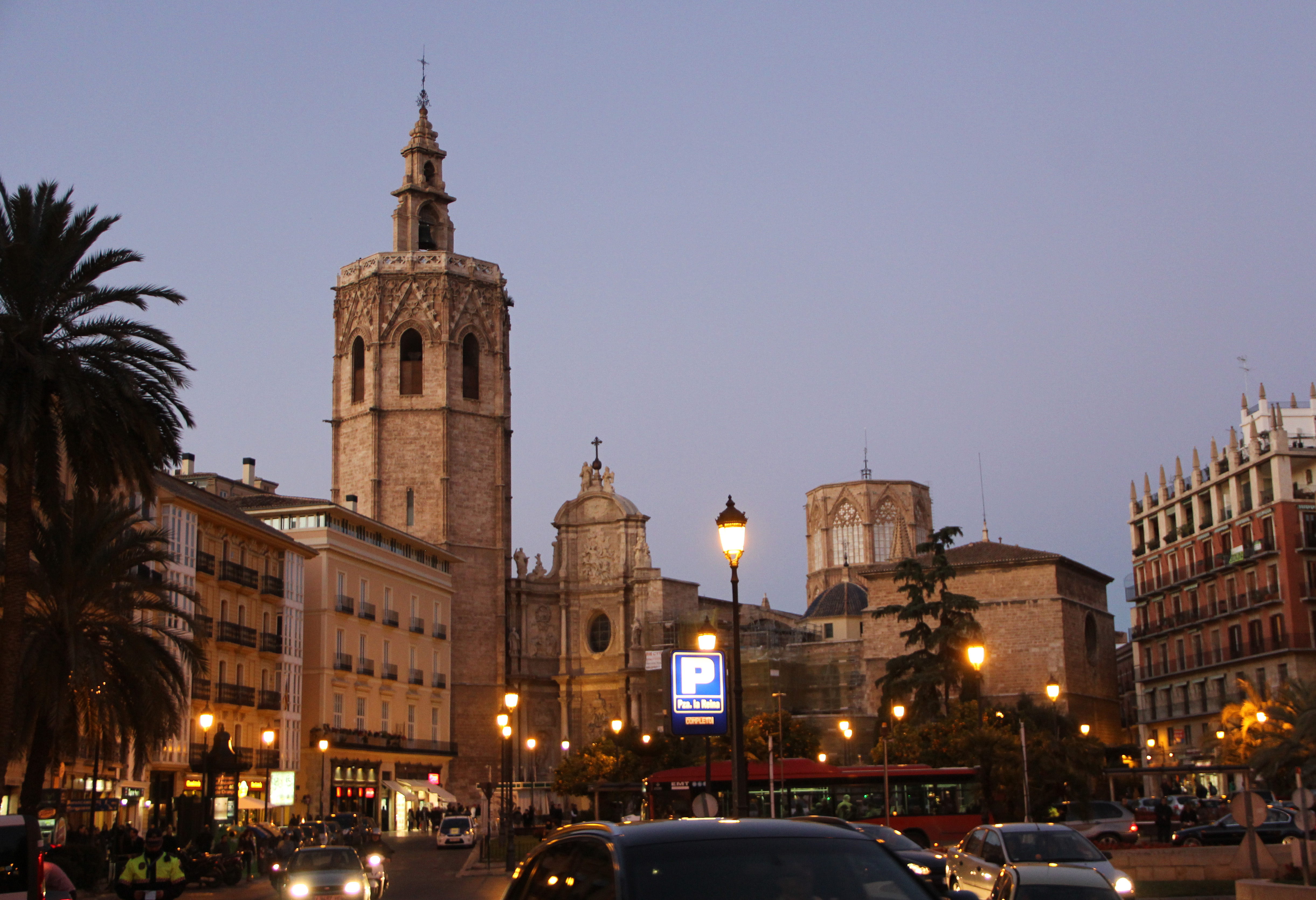
Le campanile ou Micalet adossé à la cathédrale.
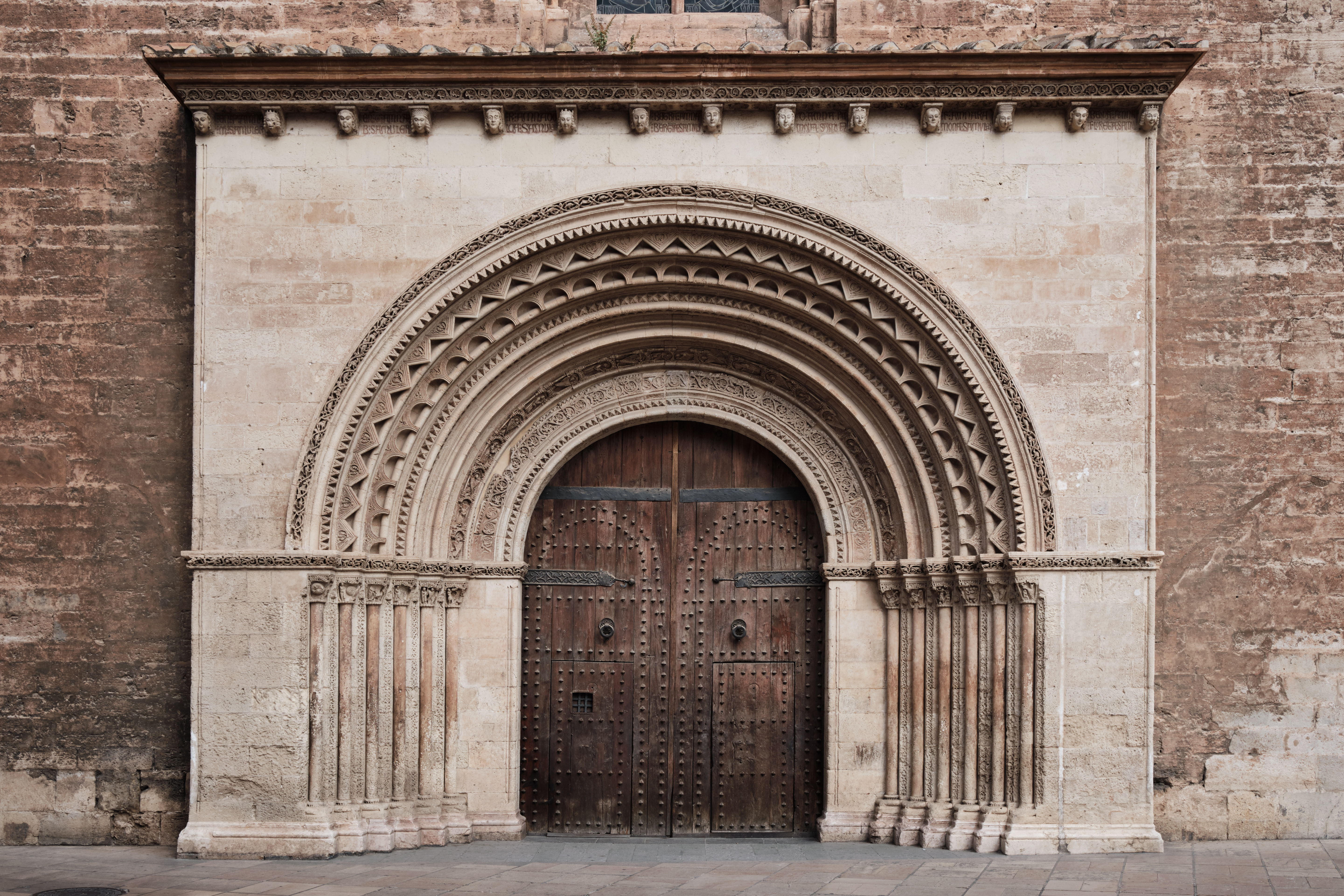
La porte de l'Almoina à la cathédrale Sainte-Marie de Valence. Aout 2020.